# 第25屆威尼斯影展
第25屆威尼斯影展於1964年8月27日至9月10日舉辦。

## 評審團
- 马里奥·索达蒂（英语：Mario Soldati）（評審團主席）[2]
- 鲁道夫·阿恩海姆
- 奧韋·布魯森杜夫
- 索羅爾德·迪金森（英语：Thorold Dickinson）
- 里卡多·穆诺斯·苏亚（英语：Ricardo Muñoz Suay）
- 喬治·薩杜爾（英语：Georges Sadoul）
- 耶日·托普利兹（英语：Jerzy Toeplitz）

## 競賽電影
| 中文片名          | 原文片名                  | 導演                           | 製作國家 |
| ----------------- | ------------------------- | ------------------------------ | -------- |
| 《爱吧》          | Att Älska                 | 約恩·唐納                      | 芬兰     |
| 《哈姆雷特》      | 'Гамлет (Gamlet)          | 格里戈里·米哈伊洛維奇·科津采夫 | 苏联     |
| 《碧水情瞳》      | Girl with Green Eyes      | 德斯蒙德·戴維斯                | 英国     |
| 《国王与国家》    | King & Country            | 約瑟夫·羅西                    | 英国     |
| 《托尼奥·克罗格》 | Tonio Kröger              | 羅爾夫·提艾利                  | 西德     |
| 《有夫之妇》      | Une femme mariée          | 尚盧·高達                      | 法國     |
| 《相反的人生》    | La vie à l'envers         | 阿蘭·傑蘇亞                    | 法國     |
| 《紅色沙漠》      | Il deserto rosso          | 米开朗基罗·安东尼奥尼          | 義大利   |
| 《馬太福音》      | Il vangelo secondo Matteo | 皮埃尔·保罗·帕索里尼           | 義大利   |

## 獎項
- 金獅獎：
  - 米开朗基罗·安东尼奥尼 《紅色沙漠（英语：Red Desert (film)）》
- 評審團特別獎：
  - 格里戈里·米哈伊洛維奇·科津采夫 《哈姆雷特（英语：Hamlet (1964 film)）》
  - 皮埃尔·保罗·帕索里尼 《馬太福音（英语：The Gospel According to St. Matthew (film)）》
- 沃爾庇杯：
  - 最佳男演員：湯姆·寇特內 《国王与国家（英语：King & Country）》
  - 最佳女演員：哈里特·安德森 《爱吧》

## 外部連結
- 官方网站
- IMDb1964年威尼斯影展獎 （页面存档备份，存于）